# Lodziarz (film)
Lodziarz (ang. Ice Cream Man) – amerykańska komedia grozy z 1995 roku, wyprodukowana i wyreżyserowana przez Normana Apsteina, w jego pierwszej i jedynej próbie głównego nurtu filmu, napisanej przez Svena Davisona i Davida Dobkina (który później napisał scenariusze, a następnie wyreżyserował filmy: Polowanie na druhny, Fred Claus, brat świętego Mikołaja) z udziałem Clinta Howarda, Olivii Hussey i Davida Naughtona. Fabuła jest o obłąkanym mężczyźnie, który niedawno został zwolniony z szpitala psychiatrycznego, który otwiera fabrykę lodów, w której zaczyna wykorzystywać ludzkie mięso w swoich przepisach.
Film miał budżet na 2 miliony dolarów i został wydany bezpośrednio na wideo, a w ostatnich latach rozwinął się kult wśród widzów, którzy postrzegają go jako niezamierzoną komedię, i czerpią z niego przyjemność dzięki swoim kampusowym wartościom produkcyjnych. Joe Bob Briggs był gospodarzem filmu na TNT, kiedy został pokazany na MonsterVision. Sam Howard pojawił się, omijając film z Briggsem. Film został wydany w 2004 r. na DVD.

## Fabuła
W czarno-białym prologu młody chłopak jest świadkiem morderstwa lodziarza w małym miasteczku. Wiele lat później chłopiec Gregory Tudor (Clint Howard), wraca do miasta, aby zostać lodziarzem. Spędził parę lat w szpitalu psychiatrycznym. Zabija niektórych ludzi (i psa), zwłoki jego ofiar są dawane do lodów, które następnie sprzedaje. Zniknięcia wielu dzieci prowadzą do podejrzeń lokalnych dzieci i policji. Lodziarz posuwa się do wmieszania części zabitych ofiar w swoje mrożone przysmaki, co sprawia, że nieświadomi klienci stają się kanibalami.

## Obsada
- Clint Howard jako Gregory Tudor
- Matthew McCurley jako młody Gregory Tudor
- Justin Isfeld jako Johnny Spodak
- Anndi McAfee jako Heather Langley
- JoJo Adams jako Tuna Cassera
- Mikey LeBeau jako Mały Paul
- Zachary Benjamin jako Roger Smith
- Olivia Hussey jako pielęgniarka Wharton
- David Naughton jako Martin Cassera
- Sandahl Bergman jako Marion Cassera
- Karl Makinen jako Jacob Spodak
- Steve Garvey jako pan Spodak
- Janet Wood jako pani Spodak
- Andrea Evans jako Wanda
- Stephanie Champlin jako Janet
- Jan-Michael Vincent jako detektyw Gifford
- Lee Majors II jako detektyw Maldwyn
- Tom Reilly jako Charley
- Stephen Fiachi jako Gus
- David Warner jako wielebny Langley
- Jeanine Anderson jako pani Langley
- Jessica Devlin jako pani Smith
- Marla Frees jako Matka Gregory’ego

## Planowana kontynuacja
9 października 2014 r. Rozpoczęła się kampania Kickstarter wspierana przez gwiazdę Clinta Howarda, która sfinansowała sequel zatytułowany Ice Cream Man 2: Sundae Bloody Sundae, która zbiegnie się z dwudziestą rocznicą pierwszej części filmu. Jednak kampania została zamknięta w dniu 30 października 2014 roku., po tym jak miała zaledwie 70 zwolenników i nieco ponad 4000 USD, nigdzie w pobliżu 300 000 $. Stwierdzono jednak, że projekt nie został porzucony i, stwierdził, że poszukuje nowej struktury finansowania społecznościowego i alternatywnego finansowania filmu. Nie ma aktualnych informacji na temat kręcenia filmu.